# Конверсия (химия)
Конве́рсия (от лат. conversio — превращение, изменение) — процесс переработки газов с целью изменения состава исходной газовой смеси. Конвертируют обычно газообразные углеводороды (метан и его гомологи) и оксид углерода (II) с целью получения водорода или его смесей с СО. Эти смеси используют для синтеза органических продуктов и в качестве газов-восстановителей в металлургии или перерабатываются для получения чистого водорода.

## Конверсия некоторых веществ

### Конверсия метана
Существует три метода окислительной конверсии метана:
- паровая конверсия

- парциальное окисление метана кислородом воздуха
- углекислотная конверсия.

Количественный состав образующегося синтез- газа различен. Для синтеза аммиака требуется синтез-газ состава окись углерода и водород в соотношении 1:3, что обеспечивает паровая конверсия. Для синтеза метанола требуется синтез-газ состава 1:2, что обеспечивает парциальное окисление метана кислородом воздуха. Для получения диметилового эфира требуется синтез- газ состава 1:1, что обеспечивает углекислотная конверсия.

#### Паровая конверсия
В промышленности используется практически только метод паровой конверсии, дающий на выходе больше всего водорода. Это один из способов производства водорода в промышленных масштабах. Получающийся синтез-газ, состава окись углерода и водород в соотношении 1:3 , обеспечивает дальнейший синтез аммиака. Упрощенно реакцию паровой конверсии можно представить так:
{\displaystyle {\mathsf {CH_{4}+H_{2}O\ \rightleftarrows {}\ CO+3H_{2}}}}
Реакция идет на никелевом катализаторе при высокой температуре (700—900°С).
Конверсию проводят в трубчатых печах с внешним обогревом.

#### Парциальное окисление кислородом воздуха
Упрощенно реакцию процесса парциального окисления метана кислородом воздуха можно представить так:
{\displaystyle {\mathsf {CH_{4}+1/2O_{2}\ \rightleftarrows {}\ CO+2H_{2}}}}
Возможен технологический процесс без катализатора, но при повышенной температуре (1100—1300 °С). Образующийся синтез-газ, состава окись углерода и водород в соотношении 1:2, в дальнейшем используется для синтеза метанола
Возможен технологический процесс с катализатором, так доказана большая эффективность никелевого блочного катализатора по сравнению с платиновым.

#### Углекислотная конверсия
На стадии исследования на уровне лабораторных и пилотных испытаний находится процесс углекислотной конверсии, основанный на реакции:
{\displaystyle {\mathsf {CH_{4}+CO_{2}\ \rightleftarrows {}\ 2CO+2H_{2}}}}
Образующийся синтез-газ, состава окись углерода и водород в соотношении 1:1, в дальнейшем используется для синтеза диметилового эфира. Реакция идет при 700—800 °С на многих никелевых и платиновых катализаторах, что и являлось целью исследований.

### Конверсия окиси углерода
Конверсию окиси углерода применяют, в основном, для производства водорода. Синтез газ, полученный паровой конверсией метана, содержит окись углерода. Окись углерода конверсируют на железо-окисном ({\displaystyle {\mathsf {Fe_{3}O_{4}}}}) катализаторе с различными добавками при температуре 400—450 °С, при невысоком или повышенном давлении с подачей большого избытка водяного пара (паровая конверсия СО):
{\displaystyle {\mathsf {CO+H_{2}O\ \rightleftarrows {}\ CO_{2}+H_{2}}}}
Были также проведены исследования с применением двухступенчатой схемы для снижения температуры до 250°С и усовершенствованию катализатора. Так, на первой ступени использовался высокотемпературный железо-хромовый катализатор, на второй — низкотемпературный катализатор, активным компонентом которого является медь.